# 58495 Hajin
58495 Hajin este o planetă minoră (asteroid) din centura de asteroizi. A fost descoperită pe 19 octombrie 1996 la osservatorio Colleverde di Guidonia⁠(d) de Vincenzo Silvano Casulli⁠(d) și a fost numită după Ha Jin⁠(d). 
Obiectul prezintă o orbită caracterizată de o semiaxă mare de 2,6808789168286 UAi, o excentricitate de 0,17384019787713, o înclinație de 13,597669775353 ° în raport cu ecliptica.